# Kalsa

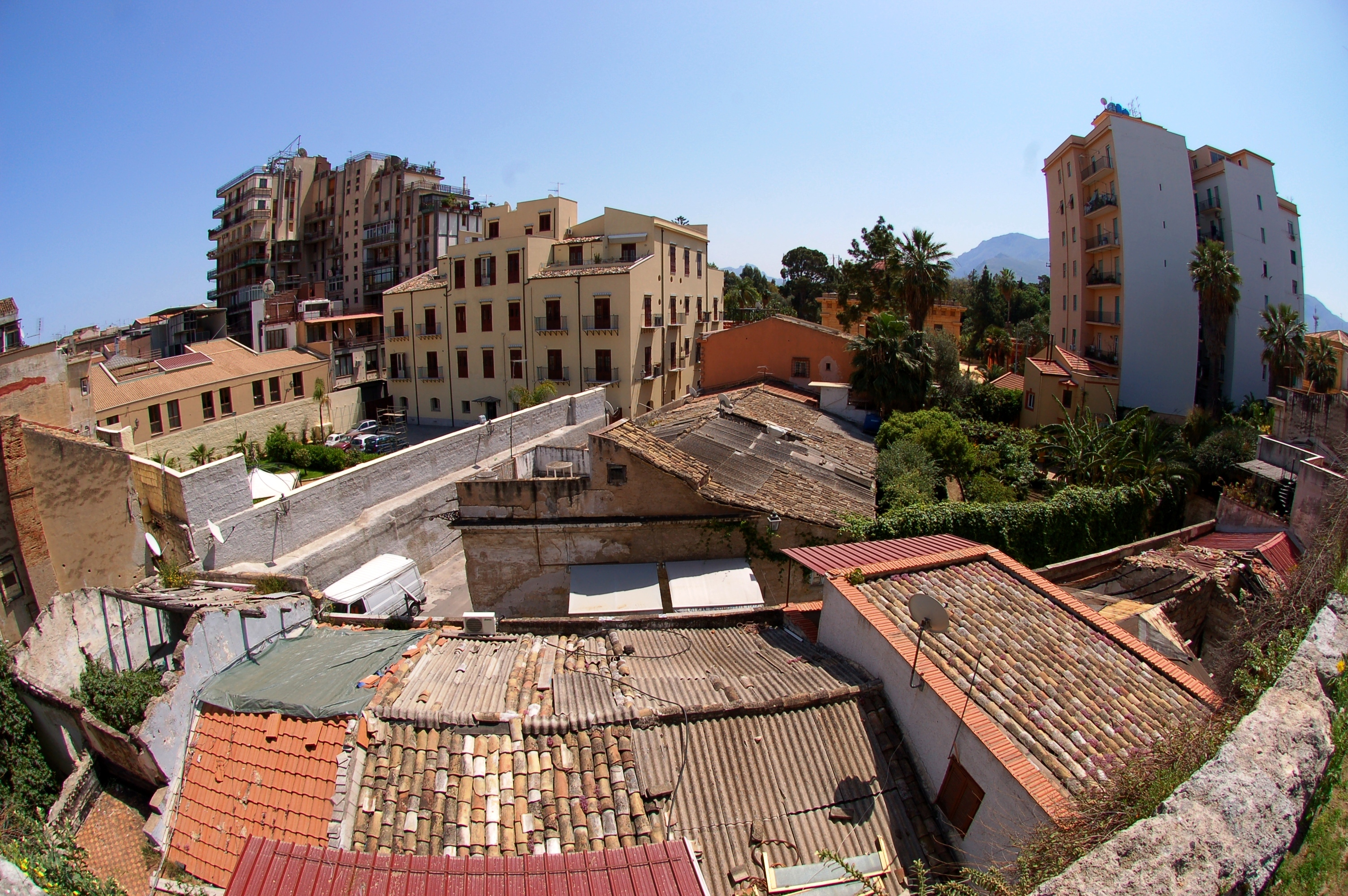
Blick auf Kalsa

Kalsa, auch La Kalsa oder Mandamento Tribunali genannt, ist ein historisches Stadtviertel in der Innenstadt von Palermo. Das Viertel mit seinen kleinen verwinkelten Gassen galt lange Zeit als Hochburg der Cosa Nostra.

## Lage
La Kalsa liegt im Osten der historischen Altstadt Palermos am Mittelmeer. Es ist das südöstliche Viertel des Stadtbezirks I, der der historischen Altstadt Palermos entspricht. Das Viertel wird im Norden durch die Via Vittorio Emanuele und die Hafenbucht La Cala von dem Stadtviertel La Loggia getrennt, im Westen durch die Via Maqueda von dem Stadtviertel Albergheria und im Süden durch die Via Lincoln und den Park Villa Giulia von dem Stadtviertel Corso dei Mille-Sant'Erasmo. Auf der Ostseite des Stadtviertels liegt das Foro Italico am Meer.

## Namensgebung
Der Name La Kalsa stammt aus dem Arabischen, vom Wort Al-Khalesa (arabisch الخالصة, DMG al-Ḫāliṣa), welches so viel wie die „Die Auserwählte“ bedeutet. Der italienische Name Mandamento Tribunali rührt daher, dass sich im Palazzo Chiaramonte-Steri das  Inquisitionsgericht befand.

## Geschichte
In der Antike lagen noch große Teile der La Kalsa unterhalb des Meeresspiegels. Hamilkar und Hannibal landeten hier 480 v. Chr. mit ihrer karthagischen Flotte, als sie einen Angriff auf die griechische Stadt Himera vorbereiteten. Die Mauern der punischen Stadt, die von Phöniziern und Karthagern besetzt waren, erstreckten sich einst bis zum Zusammenfluss der Flüsse Papyrus und Kemonia nahe der heutigen Kreuzung der Via Roma und der Via Vittorio Emanuele.
Al-Khalesa wurde im 9. Jahrhundert erbaut und war eine der ersten geplanten arabischen Siedlungen in Europa. Es war das Verwaltungszentrum der Stadt Balarm (Palermo), das unter arabischer Herrschaft stand, bis es 1072 von den Normannen erobert wurde. In den 970er-Jahren expandierte Palermo zu einer muslimischen Großstadt, die mit Kairo oder Córdoba vergleichbar war. Um 937 verlegten die Araber ihre Basis von Al-Kasr (heute Cassaro oder Burgviertel) nach Al-Khalesa und bauten einen befestigten Palast in der Nähe des Hafens. Al-Khalesa beherbergte nicht nur den Emir und seinen Hofstaat, sondern enthielt auch das Arsenal und das Gefängnis, Hamam-Bäder, eine Moschee und Regierungsbüros. Es gab keine Geschäfte oder Märkte in der Umgebung. Al-Khalesa war von einer Steinmauer mit vier Toren umgeben, von denen das bekannteste das Bab al-Bahr oder Marinetor Richtung Hafen war.
Das Zentrum von Al-Khalesa befand sich in der Nähe der heutigen Piazza Kalsa. Ein Großteil der gegenwärtigen „arabesken“ Architektur des Platzes, wie das griechische Tor, ist das Produkt spanischer maurischer Wiederbelebungsbewegungen aus dem 16. Jahrhundert und kann nicht direkt auf das Emirat Balarm zurückgeführt werden. Das Stadtviertel besitzt noch immer enge und verwinkelte Gassen, so wie die Bauweise im 11. Jahrhundert üblich war.
Nachdem die Normannen Palermo erobert hatten, zogen sie es vor, ihr Hauptquartier auf eine höhere Ebene, in den Cassaro zu verlegen. Die Kalsa blieb ein arabisches Viertel mit Märkten und Moscheen.
Der Bezirk Kalsa wurde im Zweiten Weltkrieg von den Amerikanern schwer bombardiert und danach für Jahrzehnte aufgegeben. Er zog verarme Hausbesetzer an, von denen viele unter katastrophalen hygienischen Umständen in den ausgebombten Ruinen lebten. Der sizilianisch-amerikanische Schriftsteller Dodici Azpadu beschreibt es als „arabisches Ghetto“. Das Gebiet wurde inzwischen wiederbelebt und beherbergt Kunstgalerien, restaurierte Kirchen und Paläste sowie andere Touristenattraktionen. Heute, nachdem die vielen bewaffneten Straßenüberfälle stark zurückgingen, ist La Kalsa das Ausgehviertel von Palermo und in den Sommermonaten wird dort das Kulturfestival Kals'art gefeiert. In traditionellen Restaurants, wie der Antica Focacceria San Francesco, werden wie vor 180 Jahren gesottene Kalbsmilz mit Fladenbrot aus Kichererbsenmehl (Pane di Milza) und Arancini serviert.

## La Kalsa und die Mafia
Das an den Hafen grenzende Viertel La Kalsa, zuvor lange Zeit wegen seiner hohen Kriminalitätsrate auf „Bronx-Niveau“ heruntergekommen, blieb seit dem Zweiten Weltkrieg im verfallenen Zustand und wurde teils nur noch als illegale Müllkippe genutzt. Viele kleine lokale Gewerbe- und Handwerksbetriebe wie Kesselflicker oder Scherenschleifer gingen in der Kalsa ihrem lautstarken Gewerbe nach. Erst in der letzten Zeit wurde das Viertel renoviert, wirkt jetzt hell und sauber und ist mit seinen pittoresken Gassen ein beliebtes Ziel von Touristengruppen. Die La Kalsa galt über viele Jahre hinweg als das Armenhaus der Stadt.
Der Schmelztiegel La Kalsa, der nach dem Bombardement des Jahres 1943 (selbst 40 Jahre nach Ende des Zweiten Weltkrieges waren die Trümmer in der Altstadt Palermos nicht vollständig entfernt worden) unter Entvölkerung bei gleichzeitiger Hausbesetzung und Bauspekulation litt, war seither tief von Armut und einer hohen Arbeitslosigkeit geprägt, so dass die Mafia hier einen idealen Nährboden vorfand und hier zeitweilig ihr „Hauptschlachtfeld“ hatte.
Das Hafenviertel La Kalsa ist eng mit der Mafiafamilie Santa Maria di Gesú verbunden, einem der ältesten und ehemals stärksten Clans von Sizilien, die unter anderem von Stefano Bontade und Salvatore „Totuccio“ Contorno angeführt wurden, und die auch hier ihre Herrschaft etablieren konnte.
Danach war es Ottavio Abbate, der in La Kalsa Drogen an Abhängige vertrieb.
Die Kalsa wurde andererseits auch durch die Mafiagegner Giovanni Falcone und Paolo Borsellino bekannt, die in Mittelschichtsfamilien an der Piazza Magione aufwuchsen.

## Sehenswürdigkeiten
Zu den Sehenswürdigkeiten der La Kalsa gehören:
- Kirchen
  - Chiesa di San Francesco
  - Chiesa della Martorana
  - Basilica La Magione
  - Santa Maria dello Spasimo
  - Chiesa di San Cataldo

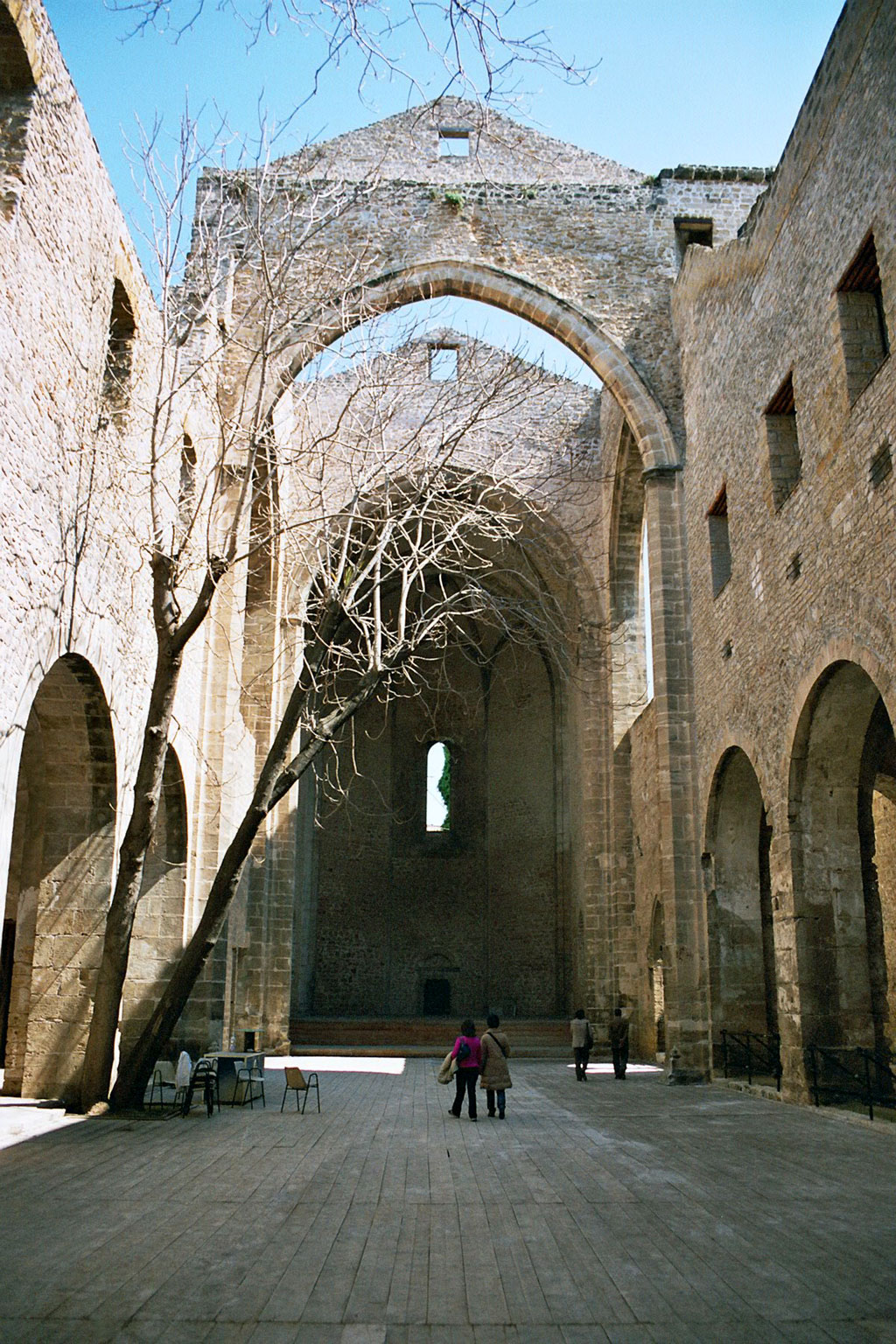
Santa Maria dello Spasimo

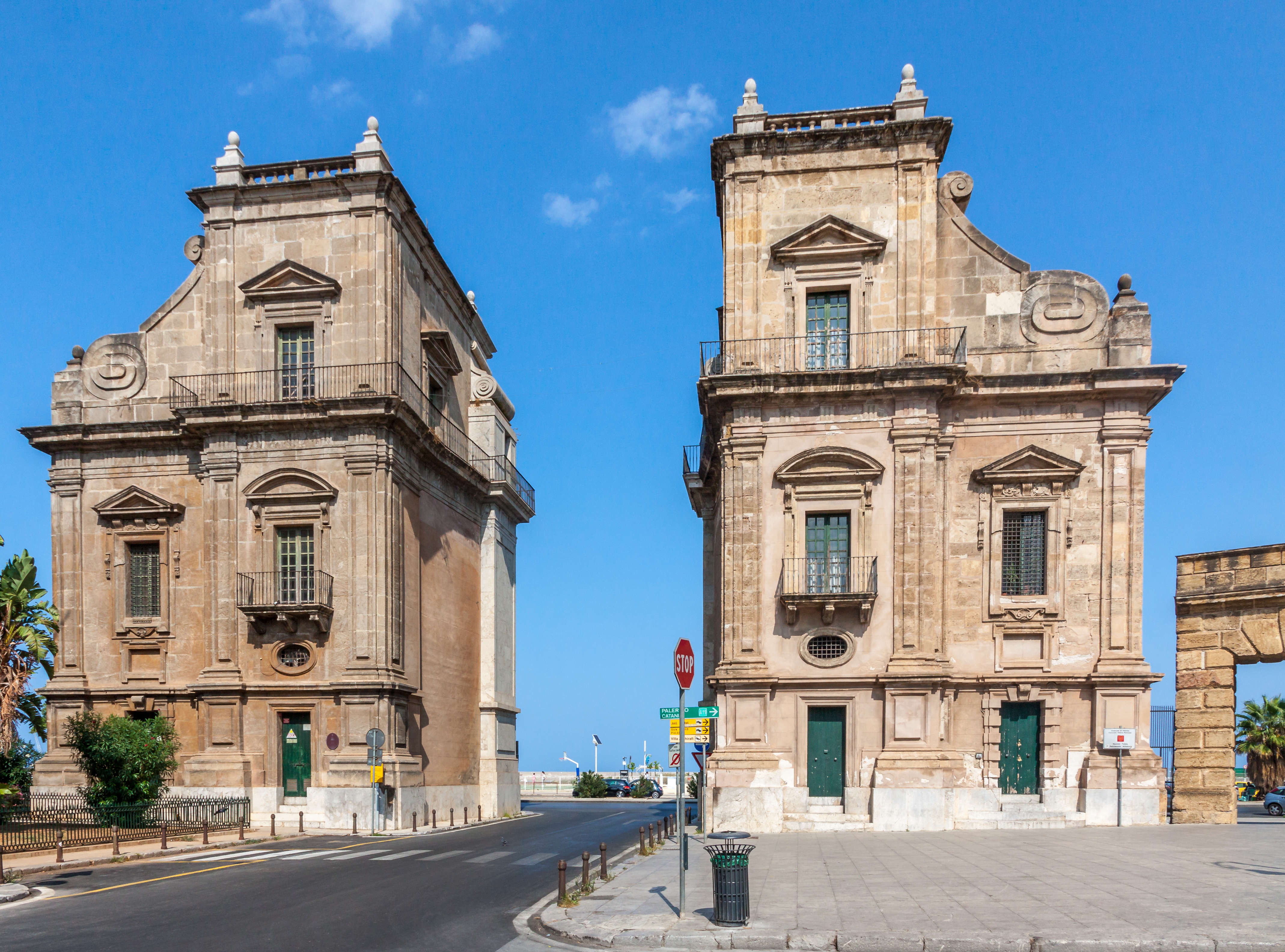
Porta Felice

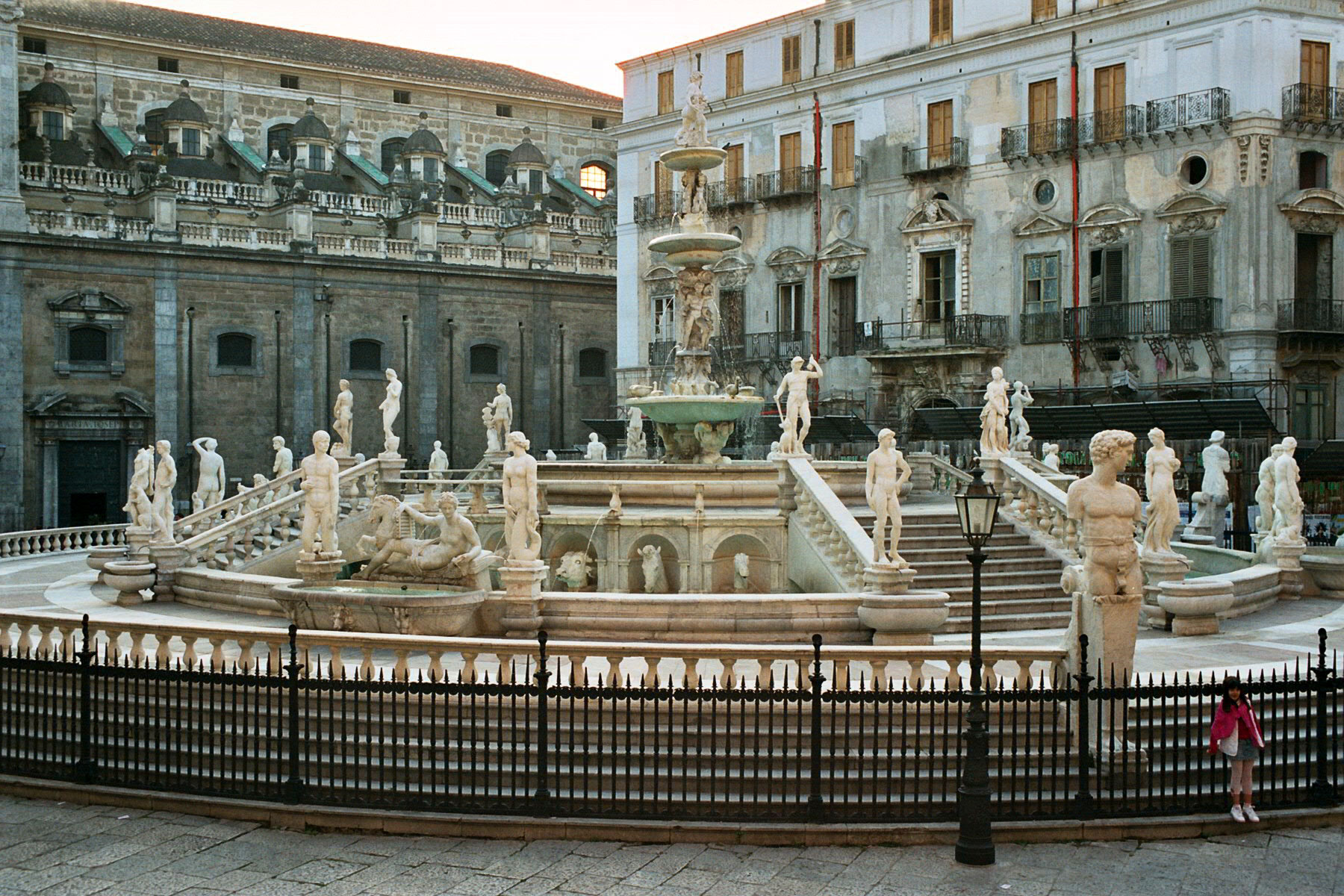
Fontana Pretoria auf der Piazza Pretoria

  - Chiesa di San Giovanni dei Napoletani
  - Chiesa della Santissima Pietà
  - Chiesa di Santa Teresa alla Kalsa
- Stadttore
  - Porta Felice
- Paläste
  - Palazzo Abatellis
  - Palazzo Butera
  - Palazzo Chiaramonte
  - Palazzo Mirto
  - Palazzetto Mirto
  - Palazzo di Sant'Elia (vorher Palazzo del Marchese Santa Croce)
  - Palazzo Trabucco della Torretta
  - Hotel Patria (vorher Palazzo Naselli d'Aragona)
- Theater
  - Teatro Santa Cecilia
  - Teatro Garibaldi
  - Teatro Bellini
  - Teatro Montevergini
- Plätze
  - Piazza Pretoria
  - Piazza Marina
  - Piazza Magione
  - Piazza Kalsa
- Brunnen
  - Fontana del Genio
  - Fontana Pretoria
- Oratorien
  - Oratorio dei Bianchi
  - Oratorio di San Lorenzo
- andere Sehenswürdigkeiten
  - Museo Internazionale delle marionette Antonio Pasqualino
  - Passeggiata delle Cattive
  - Via Roma

## Bekannte Personen aus La Kalsa
- Paolo Borsellino (1940–1992), italienischer Richter
- Giovanni Falcone (1939–1992), italienischer Jurist